# 大介ゴール!
『大介ゴール!』（だいすけゴール!）は、馬場民雄による日本の漫画作品。『週刊少年チャンピオン』（秋田書店）にて1997年から1998年にかけて連載された。単行本は全8巻。

## 概要
試合中の事故のため足が再起不能になり、サッカー部マネージャーになった主人公・大介が所属する天馬高校のサッカー部のマネージャーとなり選手の世話や作戦を考えなど影で支える人の活躍を描いた漫画。しかし連載途中で方向転換し、大介の足が回復し、リハビリを経てスーパーサブ、レギュラーメンバーになり共に優勝を目指す通常のサッカー漫画に変更された。

## 登場人物
山本大介
中学時代のヒザの故障でプレイを断念しかけたが、天馬高校で再びフィールドに立つ。
最初は10分間のみの出場だったが、新監督の指示でリハビリを行い、フル出場できるまでに回復した。
石塚武士
ゴールキーパー。積極的に動く。
寺井高史
ディフェンダー。右サイドバック。大介に誘われてサッカー部に入部した。肥満体型。
高木誠
ディフェンダー。左サイドバック。
沢村昭夫
センターバック。俊足で、カバーリングを得意とする。
大西五里
センターバック。大介に誘われて入部。大介が出場するようになるとサブに回った。巨漢、寡黙。名前は「いつり」と読む。
杉原和也
ミッドフィルダー
宮下範明
主将。リベロを務める。チームの精神的支柱。性格は穏やか。女性には人気が高い。
緒方真澄
ミッドフィルダー。攻撃時には主に左サイドから攻撃に参加する。クールな性格。
南太基
ミッドフィルダーハゲと呼ばれてしまうスキンヘッド。右サイドからドリブルで持ち上がるのがプレイスタイル。
立嶋耕平
天馬の1トップを任されるストライカー。190cm近い長身を生かしたパワープレーだけでなく、高度なテクニックも併せ持つ。かなり激しい性格だが、幼馴染のサッカー部マネージャー、川野水希には弱い。
奥田研一
ミッドフィルダー。鼻が特徴的。
喜多道夫
ミッドフィルダー。見た目ひ弱で、テクニックはないが、スタミナと運動量はチーム一。基本的には、大介の代役。